# トップス広島
トップス広島（トップスひろしま）は、広島県において異なるスポーツ団体で結成されたNPO法人の通称。正式名称は、特定非営利活動法人広島トップスポーツクラブネットワーク。
広島県を本拠地とするチームが「すべての広島の人々がすべての広島のスポーツを応援するような、郷土愛あふれる広島の実現」のスローガンのもと、異競技交流を通じてスポーツの普及振興を目指す組織である。
日本で初めて結成された異競技連携組織。参加団体は2022年7月時点で10競技11団体、基本的に各競技のトップカテゴリに所属するチームが参加している。参加団体の各ユニフォームやトレーニングウェア等の袖に「トップス広島ロゴ」が入っている。
具体的な活動としては、広島市内の小学校の体育授業への選手の派遣や広島県内の小中学校への選手やコーチなどの派遣、競技力向上を目的としたスポーツ教室、地域イベント等への参加など。また他競技間の選手の中で横のつながりもできたという。

## 参加
現在
| チーム                             | 競技・性別             | リーグ      | 母体企業 （セミプロ・アマのみ） | 加入 年 |
| ---------------------------------- | ---------------------- | ----------- | ------------------------------- | ------- |
| サンフレッチェ広島                 | サッカー男子           | Jリーグ     | -                               | 2000    |
| 広島サンダーズ                     | バレーボール男子       | SVリーグ    | 日本たばこ産業                  | 2000    |
| 安芸高田わくながハンドボールクラブ | ハンドボール男子       | リーグH     | 湧永製薬                        | 2000    |
| イズミメイプルレッズ広島           | ハンドボール女子       | リーグH     | イズミ                          | 2000    |
| 広島ガスバドミントン部             | バドミントン女子       | S/Jリーグ   | 広島ガス                        | 2001    |
| NTT西日本ブルーグランツ            | ソフトテニス男子       | STリーグ    | NTT西日本                       | 2004    |
| 中国電力陸上競技部                 | 陸上競技男子           | -           | 中国電力                        | 2005    |
| コカ・コーラレッドスパークス       | ホッケー女子           | 日本リーグ  | コカ・コーラボトラーズジャパン  | 2006    |
| 広島東洋カープ                     | 野球男子               | NPB         | -                               | 2009    |
| 広島ドラゴンフライズ               | バスケットボール男子   | Bリーグ     | -                               | 2020    |
| ヴィクトワール広島                 | 自転車ロードレース男子 | Jプロツアー | -                               | 2022    |

過去
- 広島銀行ブルーフレイムズ（バスケットボール・女子） - 2000年から2003年まで在籍（廃部による脱会）

## 沿革
1993年にサッカーJリーグは社会現象になるほど華々しく開幕したが、1995年以降Jリーグバブルが弾け観客動員に減少傾向が見られるようになった。これに危機感を抱き、更なる企業スポーツからの脱却と地域社会への貢献を目指し、1996年Jリーグ百年構想を発表する。時を同じくして、サッカー以外のスポーツにもバブル崩壊の影響から企業スポーツの撤退・廃部・休部が続出していた。その状況に危機感を持ち1999年12月、サッカー（Jリーグ）・ハンドボール（JHL）・バスケットボール（JBL）・バレーボール（JVL）の4競技における国内リーグ代表者らが異競技チーム連携に向けて集まり、現状打開のテストケースとして広島に提案した。
2000年4月、任意団体として正式に結成。当初は、サンフレッチェ広島、JTサンダーズ（現広島サンダーズ）、湧永製薬男子ハンドボール部（現安芸高田わくながハンドボールクラブ）およびイズミ女子ハンドボール部（現イズミメイプルレッズ広島）、広島銀行ブルーフレイムズ、の4競技5団体で結成した。こうした経緯から、発足当初はJリーグ百年構想を共通理念とし、広報・スポーツ振興・地域アピールとともに観客動員での相乗効果をも期待していた。翌2001年、広島ガスバドミントン部が加入。創設の理念とは相反してイズミおよび広銀が廃部の危機にさらされる。結果広銀は廃部となってしまうも、イズミは広島メイプルレッズとしてクラブチーム化し存続することとなった。
2003年、活動の拡大に伴い今後の維持と発展を目指しtotoの収益配分や行政の援助などを受けやすくするため、NPO法人申請を行い、2004年2月9日に認証された。同年にはNTT西日本広島ソフトテニスクラブ（現NTT西日本ブルーグランツ）、翌2005年中国電力陸上競技部、2007年コカ･コーラウエストレッドスパークスホッケー部（現コカ･コーラレッドスパークスホッケー部）が加盟した。
2007年当時はスポーツ教室の開催以上の展開は見られず、一般への知名度が低いままであった。2008年・2009年の報道でも一般への認知度の課題について触れられている。状況を打開するべく、2008年度から各チームの実務担当者が定期的に集合し定例会議を開いたり、隔月広報紙を発行している。
2009年にはこれまでプロ野球組織・選手による現役高校生・大学生への指導に制限のある日本学生野球憲章との兼ね合いから参加を見合わせていた広島東洋カープが加入。
2010年12月、新たな財源確保としてコカ･コーラが展開する飲料自動販売機の売上の一部を寄付にあてる支援型自動販売機設置を採用する。その「トップス広島支援自販機」1号機を広島信用金庫本社前に設置した。2011年3月に発生した東日本大震災を受けて、酒井大祐や髙萩洋次郎など当時所属9チームの東北出身の選手を含めた72選手で、災害復興支援の街頭募金活動を行った。
また、2018年8月には、地元広島も甚大な被害を受けた西日本豪雨災害の支援活動として、また2019年11月にも、東日本を襲った台風19号の災害支援活動として、街頭募金活動を行った。
2020年4月、広島ドラゴンフライズが加盟。2022年6月にはプロ自転車ロードレースチームのヴィクトワール広島が加盟。2025年4月にはサンフレッチェ広島レジーナが加盟した。

## 活動

### 財源
加盟チームの正会員費や1口5万円で賛同者を募る賛助会員費、主催するスポーツ指導・普及事業の参加料、支援自販機など

### 例
広報活動
- シンボルマークを参加団体ユニフォーム・トレーニングウェアへの掲出 - 右袖または左袖に広島県の木・県花である紅葉をモチーフとした「トップス広島ロゴ」[注 1]
- 選手間の相互応援 - 公式戦に別競技団体選手が応援観戦する
- ４半期毎の広報紙の発行（広島経済大学 興動館FLP製作）
- 各団体実務担当者による定例会議

スポーツ指導普及事業
- トップス広島バレーボール学校
  - 主催:トップス広島・広島県バレーボール協会、技術協力:JTサンダーズ広島
  - 公式ホームページ
- トップス広島沼田フットボール学校、府中フットボール学校
  - 主催:トップス広島・Jリーグ、指導協力:サンフレッチェ広島
  - 公式ホームページ
- トップス広島みよし校
  - 主催:トップス広島、指導協力:広島ドラゴンフライズ
  - 公式ホームページ
- Doスポーツ指導者派遣事業（広島市教育委員会主催）…広島市立小学校にて学年単位で実施する体育の時間に、加盟チームの選手やコーチ等を派遣し、運動が得意な児童だけでなく、不得手な児童も含め、スポーツの楽しさを伝える活動。
- 「人権スポーツ教室（広島法務局人権擁護部主催）」への選手派遣活動。
- 広島市政策企画課主催の「職業講話」…中学生に対し、選手たちから「トップアスリートを目指したキッカケや転機となった出来事」など、中学生たちが将来、就職する際にしっかり自分と向き合って考えてほしい事などを選手の言葉で伝える活動。
- 「スポーツフェスタ」…広島県スポーツ協会、広島市スポーツ協会と伴にトップス広島が共催し、広島県内の７００家族を募集し抽選で参加。幼児と保護者、参加選手による楽しく体を動かす体操「アクティブチャイルドプログラム」の後、参加した小学生約1,000名が、各チームの選手やOBなどから直接、各競技を教わり、選手等と触れ合いながら各競技の楽しさを体験してもらう「スポーツ体験」、選手によるパフォーマンス、各チームからのサイン入り賞品などの抽選会を実施し、半日間スポーツを満喫してもらうイベントの実施。（運営協力： 広島経済大学 興動館FLP）
- 他、各市町スポーツ振興課やスポーツ協会が主催するイベントなどへの選手派遣。
- その他の社会貢献活動…近年特殊詐欺被害が急増していることから、安佐南警察署からの要請に基づき、毎年１２月の年金支給日に、安佐南区のショッピングセンターで選手による特殊詐欺防止の啓発活動を実施。この他、2011年4月には東日本大震災の被災者支援を目的とした街頭募金活動を、2018年8月には西日本豪雨災害、2019年11月には台風19号による関東の大規模災害、2024年2月には能登半島地震による災害からの復旧を目的に加盟チームの選手たちによる街頭募金活動を実施。

各イベントへの参加
- 広島市スポーツレクリエーションフェスティバル
- ひろしまフラワーフェスティバル
  - 選手とふれ合えるトップス広島ひろばでの加盟チームPR

## 参考資料
- 広島トップスポーツクラブネットワーク - 内閣府